# Палеогеологическая карта

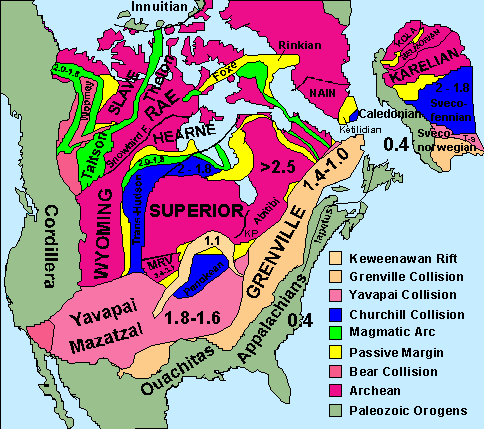
Тектоническая карта фундамента Северной Америки и Балтийского щита

Палеогеологическая карта — разновидность геологической карты, показывающая геологические образования разного возраста, залегающие ниже определенной геологической поверхности. Встречаются также палеогеологические карты, на которых показан возраст отложений комплекса, залегающего выше такой поверхности, а иногда сочетающие геологические образования как вышележащего, так и  нижележащего комплексов.
В качестве такой поверхности может приниматься поверхность геологического несогласия, перерыва в осадконакоплении или граница между чехлом и фундаментом плиты.
Палеогеологические карты составляются по данным, полученным в результате бурения, а также поверхностного картирования.

## Виды палеогеологических карт

### Карты геологических образований, залегающих ниже поверхности несогласия
Карты этого типа показывают геологические образования различного возраста, залегающие ниже какой-либо поверхности несогласия. На таких картах видно геологическое строение данной территории в прошлом, на границе между двумя этапами её развития, до того, как успел сформироваться комплекс вышележащих отложений. При этом могут быть выявлены древние геологические структуры, перекрытые более молодыми породами, и незаметные при поверхностном картировании.
К этой же категории могут быть отнесены и тектонические карты, показывающие геологическое строение фундамента.

### Карты геологических образований, залегающих выше поверхности несогласия
Карты этого типа показывают возраст геологических образований, залегающих выше поверхности несогласия.
Часто они отражают развитие трансгрессии после перерыва в осадконакоплении и называются картами трансгрессий.
К этому типу относятся и геологические карты океанов, на которых показан возраст отложений осадочного слоя, залегающих непосредственно на фундаменте.

### Карты контакта
Карты контакта показывают возраст геологических образований, залегающих как выше, так и ниже поверхности несогласия. По ним можно судить о длительности перерыва в осадконакоплении в каждой точке местности.
Существуют также карты условий залегания отложений на подстилающих слоях.